# Farbskatol'
Farbskatol (en español: "caja de pinturas") fue un video-blog en Esperanto. En él se publicaban videos de poca duración que enviaban los mismos usuarios del sitio. Desde abril de 2006 se publicaban dos videos por semana. Actualmente la página web no está disponible.

## Reproducción de videos
Los videos se emitían utilizando el sistema flash, aunque desde la página web se daba la opción de que puedan ser descargados, sin tener que recurrir a ningún programa extra que capture el streaming.